# Oberstadt
Oberstadt est une commune allemande de l'arrondissement de Hildburghausen, Land de Thuringe.

## Géographie
Oberstadt se situe au sud de la forêt de Thuringe.

## Histoire
Le village est mentionné pour la première fois en 1317. Il appartient d'abord au comté d'Henneberg puis en 1583 aux duchés saxons.

## Personnalités liées à la commune
- Johann Georg von Langen (1699-1776), gestionnaire forestier.

## Source, notes et références
1. ↑  http://www.statistik.thueringen.de/datenbank/TabAnzeige.asp?GGglied=2&GGTabelle=lk&GGTabelle=gem&GGTabelle=erf&GGTabelle=vg&tabelle=gg000102%7C%7CBev%F6lkerung+der+Gemeinden%2C+erf%FCllenden+Gemeinden+und+Verwaltungsgemeinschaften+nach+Geschlecht&startpage=99&csv=&richtung=&sortiere=&vorspalte=1&tit2=&TIS=&SZDT=&anzahlH=-5&fontgr=12&mkro=&AnzeigeAuswahl=&XLS=&auswahlNr=&felder=0&felder=1&felder=2&zeit=2013%7C%7Cs1

- (de) Cet article est partiellement ou en totalité issu de l’article de Wikipédia en allemand intitulé « Oberstadt » (voir la liste des auteurs).